# Radoje Kontić
Radoje Kontić, cyr. Радоје Контић (ur. 31 maja 1937 w Nikšiciu) – czarnogórski polityk, jugosłowiański działacz komunistyczny, w latach 1989–1991 przewodniczący Rady Wykonawczej Socjalistycznej Republiki Czarnogóry, od 1993 do 1998 premier Federalnej Republiki Jugosławii.

## Życiorys
Absolwent Uniwersytetu w Belgradzie z 1961, pracował w przemyśle stalowym. Od 1956 działacz Związku Komunistów Jugosławii, w 1974 wszedł w skład komitetu centralnego. W latach 1978–1982 i 1986–1989 jako minister bez teki wchodził w skład rządu Socjalistycznej Federacyjnej Republiki Jugosławii. Między tymi okresami pełnił funkcję wiceprzewodniczącego rządu Czarnogóry. Od marca 1989 do stycznia 1990 był przewodniczącym Rady Wykonawczej Socjalistycznej Republiki Czarnogóry.
W 1991 należał do grupy czarnogórskich komunistów, którzy doprowadzili do przekształcenia partii w Demokratyczną Partię Socjalistów Czarnogóry. W lipcu 1992 Radoje Kontić został wicepremierem rządu Federalnej Republiki Jugosławii kierowanego przez Milana Panicia. Od lutego 1993 do maja 1998 sprawował urząd premiera rządu federalnego. Odwołano go formalnie w związku z zarzucanym opóźnianiem reform.